# Министерство здравоохранения Аргентины
Министерство здравоохранения — государственное учреждение Аргентинской Республики, ответственное за решения административных вопросов, связанных с медицинским обслуживанием, включая вопросы эпидемиологии, вакцинации населения, регистрации медицинских учреждений, лечение наркозависимых и т.д.
С конца XIX века, правительством страны построены государственные больницы, тенденцией последних лет является то, что в провинциях, строят государственные медицинские центры. Министерство здравоохранения, отвечает за координацию заседаний Федерального Совета по здравоохранению (COFESA).

## История
В истории Аргентины, здравоохранение стало важной функцией государства во время первого президентства Хуана Доминго Перона, который создал в 1949 году министерство здравоохранения, назначив первого министра — Рамона Каррильо. В 1955 году во время государственного переворота, Министерство здравоохранения было ликвидировано, и обязанности которого переданы министерству социального обеспечения, которое в свою очередь прекратило работу, когда пришёл к власти президент Педро Эухенио Арамбуру.
В 1958 году президент Артуро Фрондиси воссоздал Министерство социального обеспечения и здравоохранения. В 1966 году военный диктатор Хуан Карлос Онганиа снова его ликвидировал, и передал обязанности министерству социального обеспечения. В 1981 году по указу диктатора Роберто Виола, министерство социального обеспечения переименовано в Министерство по социальным вопросам.
10 декабря 1983 года президент Рауль Альфонсин создал министерство здравоохранения и социального обеспечения. В 2002 году президент Эдуардо Дуальде создал Министерство здравоохранения и окружающей среды. В 2007 году президент Кристина Фернандес де Киршнер воссоздала министерство здравоохранения.
Список министров с 1949 года:.
- 1949—1952: Рамон Каррильо (Ramón Carrillo)
- 1952—1955: Рамон Каррильо (Ramón Carrillo)
- 1955—1955: Эрнесто Роттхер (Ernesto Rottger)
- 1955—1958: нет
- 1958—1962: Эктор Ноблиа (Héctor V. Noblía)
- 1962—1963: Тибурсио Падилья (Tiburcio Padilla)
- 1963—1966: Артуро Оньятивиа (Arturo Oñativia)
- 1966—1970: Роберто Петракка (Roberto J. Petracca)
- 1970—1971: Франсиско Манрике (Francisco Manrique)
- 1971—1973: Франсиско Манрике (Francisco Manrique)
- 1973—1973: Хосе Лопес Рега (José López Rega)
- 1973—1974: Хосе Лопес Рега (José López Rega)
- 1974—1976: Хосе Лопес Рега (José López Rega)
- 1976—1981: Контр-адмирал Хулио Хуан Барди (Julio Juan Bardi)
- 1981—1981: Вице-адмирал Карлос Лакосте (Vicealmirante Carlos A. Lacoste)
- 1981—1982: Вице-адмирал Карлос Лакосте (Vicealmirante Carlos A. Lacoste)
- 1981—1983: Адольфо Навахас Артаса (Adolfo Navajas Artaza)
- 1983—1989: Альдо Нери (Aldo Neri)
- 1989—1995: Хулио Корсо (Julio Corzo)
- 1995—1999: Альберто Масса (Alberto José Mazza)
- 1999—2001: Эктор Ломбардо (Héctor Lombardo)
- 2001—2001: Хорхе Капитанич (Jorge Capitanich)
- 2001—2002: нет
- 2002—2003: Хинес Гонсалес Гарсиа (Ginés González García)
- 2003—2007: Гинес Гонсалес Гарсиа (Ginés González García)
- 2007—2009: Грасиела Оканья (Graciela Ocaña)
- 2009—2015: Хуан Луис Мансур (Juan Luis Manzur)
- 2015: Дэниел Голлан
- 2015—2017: Хорхе Лемус
- 2017—2018: Адольфо Рубинштейн
- 2018—2019: Каролина Стэнли
- 2019—2021: Хинес Гонсалес Гарсия
- 2021—2023: Карла Визотти
- 2023—2024: Марио Руссо
- с 2024: Марио Лугонес